# ویلیام ازگود
ویلیام فاگ ازگود (به انگلیسی: William Fogg Osgood) (زاده ۱۰ مارس ۱۸۶۴ در بوستون - درگذشته ۲۲ ژوئیه ۱۹۴۳ در بلمونت) ریاضیدان اهل آمریکا بود.

## زندگی و کارنامه

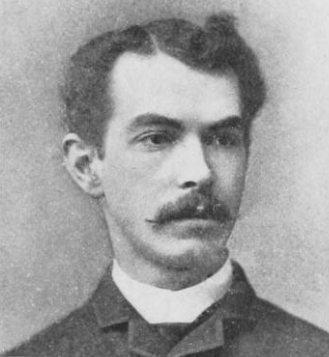
ویلیام فاگ ازگود در سال 1911

او که فرزند یک پزشک آمریکایی بود در آغاز در دانشکده زبان لاتین بوستون در دانشگاه هاروارد به فراگیری زبان‌های کلاسیک پرداخت ولی سپس زیر تأثیر فرانک نلسون کول، ویلیام بایرلی و بنجامین پرس به ریاضیات علاقه‌مند شد. او در ۱۸۸۶ دانش‌آموخته شد و یک سال بعد درجه فوق لیسانس را دریافت کرد. در ۱۸۸۷ بورس تحصیلی گرفت و توانست به دانشگاه گوتینگن برود و در نزد فلیکس کلاین کار کند. در سال ۱۸۸۹ به دانشگاه ارلانگن رفت و در همان‌جا با سرپرستی ماکس نوتر درجه دکتری ریاضیات را با رساله‌ای دربارهٔ توابع آبلی در سال ۱۸۹۰ دریافت کرد. در همان سال با ترزا روپرشت که در گوتینگن با وی آشنا شده بود ازدواج کرد. سپس به آمریکا بازگشت و تا سال ۱۸۹۳ در هاروارد تدریس ریاضیات می‌کرد. در این سال او درجه استادیاری گرفت و در سال ۱۹۰۳ استاد تمام در هاروارد شد. ازگود با ایده‌هایی که از اروپا و به ویژه آلمان آورده بود نسیمی تازه در ریاضیات هاروارد به جریان انداخت. او همواره دین خود را به آلمان ابراز می‌کرد و نحوه رفتار و لباس پوشیدنش مانند استادان آلمانی ان روزگار بود. ازگود از همسرش ۳ فرزند داشت ولی ازدواج آنان به طلاق انجامید و ازگود در سال ۱۹۳۲ در سن ۶۸ سالگی با مطلقه مارستون مورس که دو سال پیش از آن از مورس طلاق گرفته و ۲۸ سال از ازگود جوان‌تر بود ازدواج کرد. این ازدواج به رسوایی در هاروارد انجامید و در پی آن ازگود ناچار به بازنشستگی از هاروارد شد. پس از آن ازگود ۲ سال در دانشگاه پکن درس داد و سپس به بلمونت رفت و تا پایان عمر در همان‌جا ماند.
ازگود بیش از همه در زمینه آنالیز ریاضی، حساب تغییرات و معادلات دیفرانسیل فعالیت می‌کرد. در سال ۱۹۰۰ او نخستین اثبات کامل از قضیه نگاشت ریمان را اثبات کرد. او همچنین از پیشگامان نظریه توابع چند متغیره مختلط بود که در این باره در سال ۱۹۱۴ کتابی نوشت. او همچنین به خاطر کتاب ۳ جلدی اش به زبان آلمانی «کتاب درسی نظریه تابع‌ها» نامبردار بود. ازگود در سال ۱۹۰۵/۶ رئیس انجمن ریاضی آمریکا بود.